# 怀柔水库
怀柔水库是位于北京市怀柔区城区西侧的一座集防洪、灌溉、供应饮用水等功能的大型水库。拦截怀九河、怀沙河，出口为怀河。

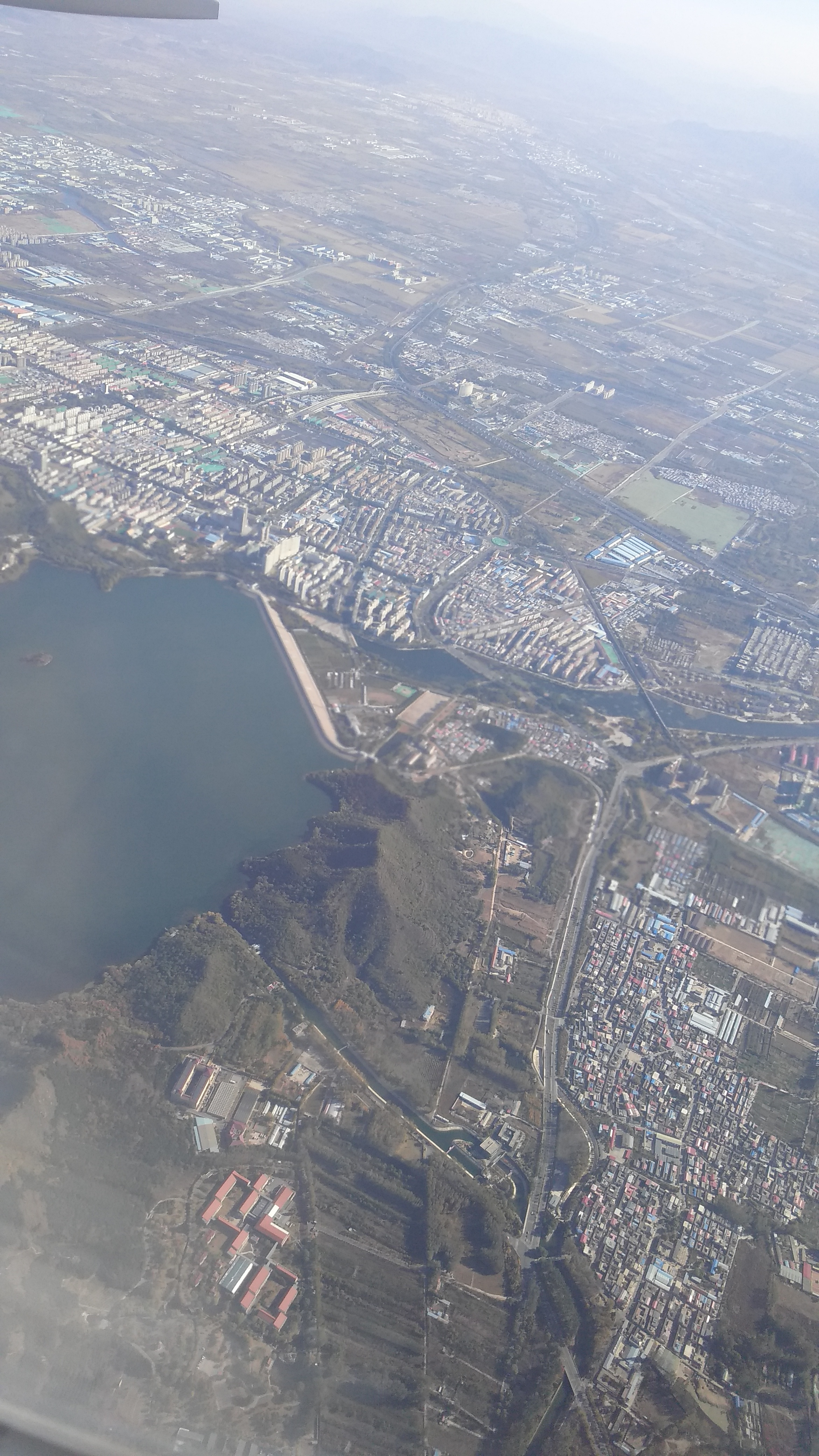
从高空俯瞰怀柔水库

水库于1958年建成。总库容14400万立方米。水库集水面积525平方公里。
该水库水质常年保持在Ⅱ类，是北京市饮用水的重要水源地之一，也是京密引水渠和南水北调工程的重要组成部分。可与密云水库一起向北京城区输水。

## 基本数据
该水库由时水利部北京勘测设计院和北京市市政工程设计院共同设计。水库按百年设计，千年校核标准，最高水位64.13米，相应库容9800万立方米，水面面积11.70平方公里。死水位52米，死库容850万立方米；兴利库容5670万立方米，相应水位53.1-61.5米；防洪库容5860万立方米，相应水位58.0-64.13米。

## 流域
怀柔水库主坝建于怀柔城区西侧。水库控制流域面积525平方公里，占怀河流域面积的90%以上。
水库上游由怀九河和怀沙河两条主要支流，其中南支流怀九河发源于延庆县，长约62公里，流域面积为360平方公里。北支怀沙河，发源于怀柔区渤海镇，长约36公里，流域面积165平方公里。两河流在怀柔水库汇合后称为怀河。在水库下游5公里处汇入潮白河。

## 设施

### 水利工程
水库主要建设工程包括主坝、3座副坝、2条溢洪道和输水建筑物。
主坝建设于怀河山峡出口，为粘土斜墙沙砾料土坝，全长1088米，最大坝高21米，坝顶宽5米，坝顶海拔66米，底宽66米，底宽130米。坝体填筑量140余万立方米。防渗槽大部做在河床以下6米深的粘性土层中，局部槽深打到14米。
在主坝北侧有三座粘土均质副坝，总长410米，设计抗震烈度为7度。
主坝两端设有2座开敞式溢洪道，东溢洪道设有2孔7.4×4.3米的弧形钢闸门，堰顶高程58米，最大泄洪量为每秒880立方米。
输水建筑物有峰山口输水闸和隧洞。输水闸设有一孔8×8.5米闸门，闸底的高程为52米，最大输水量为每秒20立方米。
在水库东北侧设有京密引水渠进水闸，设有5×3米闸门，可由密云水库向怀柔水库引水，最大进水量为每秒50立方米。

### 库区绿化
水库绿化设计于1958年7月31日完成。自8月起，以怀柔县委书记李晓章为首的县直机关干部、企事业单位员工、居民、学生和部队，分段包干库区绿化工程。县武装部部长张庆恒带领数百名民兵，花费七天时间完成了担子山、峰山口、宽沟等地的绿化工程。
库区周围共有水土保持林3200亩，杨树60万颗。主坝下有果园。1987年以后，库区被列为一级护林防火区。

### 库区道路
水库东、西、南三面建有5米宽的环库沥青路。

## 建设
怀柔水库于1958年3月18日开工建设，占地8772.8亩，搬迁8个村576户2572人。水库建设采用民办公助方式，国家投资977万元。
水库建设工程共有河北省和北京市14个区县的6万劳动大军参与建设。当年7月19日水库竣工，历时120天。总用550万工日，完成土石方254万立方米，混凝土3万立方米，金属结构100.6吨。
1964年1月-12月期间，对水库溢洪道进行扩建。
1988年-1991年4月期间，主坝加高2米，坝底加宽8米。再次对溢洪道进行扩建。
水库建设期间，时任中华人民共和国国务院总理周恩来曾两次来到水库视察，参与劳动，并于1958年6月26日亲笔题名“怀柔水库”。水库完工后，该题字用房山产汉白玉石头镶嵌在筑坝下游的坡面之上。时任国务院副总理薄一波为水库落成仪式剪彩。国务院邓小平、谭震林、贺龙，团中央胡耀邦，水电部李葆华、冯仲云、钱正英，北京市委彭真、刘仁、万里等领导曾先后多次到水库视察。

## 效益

### 防洪
自水库建成到1985年期间，入库洪峰流量大于每秒150立方米的年份有14年，大于每秒350立方米的有10年，大于每秒450立方米的有3年。其中1972年7月27日的进库洪峰达到每秒4245立方米，经过水库调蓄后每秒仅下泄312立方米，有效削减洪峰，保证了下游安全。

### 蓄水
与密云水库和京密引水渠的联合运用，大大提高了水库的调蓄能力，使总库容不到1亿立方米的水库，年调节水量达5亿立方米，最高达7亿立方米。除供给工业用水外，年灌溉农田130万亩。
1984年，北京市水源九厂建成，以怀柔水库和密云水库作为水源，供给北京市生活用水。

### 渔业及养殖
水库养鱼水面曾有1万多亩，年捕捞鲜鱼曾有15万公斤左右。1999年，为保护水资源，怀柔水库实施全面禁鱼。2003年时，库内鲢鳙鱼、奥尼罗非鱼、加州鲈鱼、杂交鲤、镜鲤、草鱼、鲫鱼、梭鲈、鲟鱼等37种鱼类总蕴藏量已达400多万公斤。

### 旅游
怀柔水库在1984年曾作为旅游景区和水上运动场所进行开发。但1985年水库被定为北京市一级水源保护区后不再对外开放。